# Patrick Stewart (acteur)
Patrick Stewart (Mirfield (Engeland), 13 juli 1940) is een Engels acteur. Hij werd zowel voor zijn rol in Moby Dick als die in King of Texas (beide televisiefilms) genomineerd voor een Golden Globe. Zijn bekendheid verwierf hij echter voornamelijk met zijn rol als Jean-Luc Picard in de Star Trek-franchise.
Stewart was daarnaast assistent-producent van de serie Star Trek: Voyager. Later had hij een terugkerende rol als Professor X in meerdere X-Men-films en keerde hij eenmalig terug in het Marvel Cinematic Universe.
Niettemin acteert Stewart al voor de camera's sinds 1966. Zijn eerste rol had hij op negenjarige leeftijd. In 1957, op 17-jarige leeftijd, begon hij aan een tweejarige cursus aan de Bristol Old Vic Theatre School. Na het Manchester Library Theatre werkte hij vanaf 1966 voor de Royal Shakespeare Company met onder meer Ben Kingsley. In de jaren tachtig begon hij te werken voor het Royal National Theatre. Zijn eerste tv-rol stamt ook uit die tijd: in I, Claudius speelt hij de rol van Sejanus. In 1981 is hij te zien als koning Leondegrance in Excalibur van John Boorman. In 1984 verscheen hij in de film Dune van David Lynch. In 1987 trok hij naar Los Angeles, waar hij zou meewerken aan Star Trek, the Next Generation.
Stewart speelde in een televisieverfilming van Moby-Dick in 1998 Ahab, de kapitein op de 'Pequod', de walvisvaarder die op jacht gaat naar Moby-Dick, de legendarische witte walvis in het gelijknamige boek van Herman Melville. In 1999 speelde Stewart Ebenezer Scrooge in de film A Christmas Carol.
In 2006 leende Stewart zijn stem aan tal van films en computerspellen, alsook aan documentaires en reclameboodschappen.
Stewart was van 1966 tot 1990 getrouwd met Sheila Falconer en van 2000 tot 2003 met Wendy Neuss.
In 2001 werd hij benoemd tot Officier in de Orde van het Britse Rijk en in 2010 verwierf hij de titel Knight Bachelor.

## Filmografie
Uitgezonderd televisiefilms.
- 1975: Hedda
- 1975: Hennessy
- 1980: Little Lord Fauntleroy
- 1982: The Plague Dogs (stem)
- 1981: Excalibur
- 1984: Uindii
- 1984: Kaze no tani no Naushika (Nausicaä of the Valley of the Wind) (stem Engelse versie)
- 1984: Dune
- 1985: Lifeforce
- 1985: Wild Geese II
- 1985: Code Name: Emerald
- 1985: The Doctor and the Devils
- 1986: Lady Jane
- 1990: Liftoff! An Astronaut's Journey
- 1991: L.A. Story
- 1993: Robin Hood: Men in Tights
- 1994: Gunmen
- 1994: Star Trek: Generations
- 1994: The Pagemaster (stem)
- 1995: Jeffrey
- 1995: Let It Be Me
- 1996: Star Trek: First Contact
- 1997: Conspiracy Theory
- 1997: Masterminds
- 1998: Star Trek the Experience: The Klingon Encounter (stem)
- 1998: Dad Savage
- 1998: Wayfinders
- 1998: Safe House
- 1998: Star Trek: Insurrection
- 1998: The Prince of Egypt (stem)
- 1999: A Christmas Carol
- 2000: X-Men
- 2002: Star Trek: Nemesis
- 2006: Jimmy Neutron: Boy Genius (stem)
- 2006: X2
- 2006: Water for Tea
- 2006: Back to Gaya (stem)
- 2006: The Game of Their Lives
- 2006: Chicken Little (stem)
- 2006: Bambi II (stem)
- 2006: X-Men: The Last Stand
- 2006: Borg War (stem)
- 2006: The Audition
- 2007: TMNT (stem)
- 2007: Earth (stem)
- 2009: X-Men Origins: Wolverine
- 2012: Ted (verteller)
- 2012: Futurama (stem)
- 2013: The Wolverine
- 2014: X-Men: Days of Future Past
- 2015: Ted 2 (verteller)
- 2017: Logan
- 2017: The Emoji Movie (stem)
- 2019: The kid who would be king
- 2022: Doctor Strange in the Multiverse of Madness